# Rio Dobârca
O Rio Dobârca é um rio da Romênia, afluente do Secaş, localizado no distrito de Sibiu.